# 피에트로 제르미
피에트로 제르미(Pietro Germi, 1914년 9월 14일 ~ 1974년 12월 5일)는 이탈리아의 배우, 영화 감독, 영화 각본가이다.

## 출연 작품
- 바람둥이 알프레도 (1972)
- 세라피노 (1968)
- 클라이막스 (1967)
- 마담 시뇨리 (1965)
- 유혹당하고 버림받다 (1964)
- 러브메이커 (1961)
- 이혼 - 이탈리언 스타일 (1961)
- 다섯 낙인의 여자 (1960)
- 형사 (1959)
- 철도원 (1956)
- 더 패쓰 오브 호프 (1950)
- 인 더 네임 오브 더 로우 (1949)
- 플라이트 인투 프랑스 (1948)
- 사랑노래 (1941)